# Halowe Mistrzostwa Świata w Lekkoatletyce 2016 – bieg na 3000 m kobiet
Bieg na 3000 metrów kobiet – jedna z konkurencji biegowych rozgrywanych podczas halowych lekkoatletycznych mistrzostw świata w Oregon Convention Center w Portlandzie.
Tytułu mistrzowskiego z 2014 roku obroniła Etiopka Genzebe Dibaba.

## Minimum kwalifikacyjne
Aby zakwalifikować się do mistrzostw, należało wypełnić minimum kwalifikacyjne wynoszące 9:00,00 (hala) lub 8:36,00 (bądź 14:56,00 na dystansie 5000 metrów) na otwartym stadionie (uzyskane w okresie od 1 stycznia 2015 do 7 marca 2016). Zaplanowano od razu bieg finałowy (bez eliminacji), z udziałem 13 zawodniczek. Na liście startowej początkowo widniało 14 biegaczek, jednakże Renata Pliś była nieobecna na starcie.

## Terminarz
| Data     | Godzina |       |
| -------- | ------- | ----- |
| 20 marca | 13:45   | Finał |

## Rekordy
W poniższej tabeli przedstawiono (według stanu przed rozpoczęciem mistrzostw) halowe rekordy świata, poszczególnych kontynentów oraz halowych mistrzostw świata.
|                                   | Zawodniczka       | Wynik   | Miejsce   | Data                  |
| --------------------------------- | ----------------- | ------- | --------- | --------------------- |
| Halowy rekord świata              | Genzebe Dibaba    | 8:16,60 | Sztokholm | 6 lutego 2014(dts)    |
| Rekord halowych mistrzostw świata | Elly van Hulst    | 8:33,32 | Budapeszt | 4 marca 1989(dts)     |
| Halowy rekord Afryki              | Genzebe Dibaba    | 8:16,60 | Sztokholm | 6 lutego 2014(dts)    |
| Halowy rekord Ameryki Południowej | Letitia Vriesde   | 9:07,08 | Haga      | 31 stycznia 1993(dts) |
| Halowy rekord Ameryki Północnej   | Shalane Flanagan  | 8:33,25 | Boston    | 27 stycznia 2007(dts) |
| Halowy rekord Australii i Oceanii | Kimberley Smith   | 8:38,14 | Boston    | 27 stycznia 2007(dts) |
| Halowy rekord Azji                | Dong Yanmei       | 8:41,34 | Lizbona   | 10 marca 2001(dts)    |
| Halowy rekord Europy              | Lilija Szobuchowa | 8:27,86 | Moskwa    | 17 lutego 2006(dts)   |

## Listy światowe
Tabela przedstawia 10 najlepszych wyników uzyskanych w sezonie halowym 2016 przed rozpoczęciem mistrzostw.
| Lp. | Zawodniczka           | Wynik   | Data      | Miejsce  |
| --- | --------------------- | ------- | --------- | -------- |
| 1.  | Genzebe Dibaba        | 8:22,50 | 19 lutego | Sabadell |
| 2.  | Meseret Defar         | 8:30,83 | 14 lutego | Boston   |
| 3.  | Gelete Burka          | 8:33,76 | 19 lutego | Sabadell |
| 4.  | Betlhem Desalegn      | 8:44,59 | 20 lutego | Doha     |
| 5.  | Ruth Jebet            | 8:47,24 | 20 lutego | Doha     |
| 6.  | Alia Saeed Mohammed   | 8:48,62 | 20 lutego | Doha     |
| 7.  | Nancy Chepkwemoi      | 8:49,06 | 20 lutego | Glasgow  |
| 8.  | Sofia Ennaoui         | 8:49,07 | 20 lutego | Glasgow  |
| 9.  | Maureen Koster        | 8:49,18 | 20 lutego | Glasgow  |
| 10. | Gesa Felicitas Krause | 8:49,43 | 20 lutego | Glasgow  |

## Wyniki
| CR – rekord mistrzostw \| NR – rekord kraju \| AR – rekord kontynentu \| SB – najlepszy wynik w sezonie \| PB – rekord życiowy |

### Finał
Źródło: IAAF
| Pozycja | Zawodniczka          | Reprezentacja                | Czas    | Uwagi |
| ------- | -------------------- | ---------------------------- | ------- | ----- |
| 01 !    | Genzebe Dibaba       | Etiopia                      | 8:47,43 |       |
| 02 !    | Meseret Defar        | Etiopia                      | 8:54,26 |       |
| 03 !    | Shannon Rowbury      | Stany Zjednoczone            | 8:55,55 |       |
| 4.      | Maureen Koster       | Holandia                     | 8:56,44 |       |
| 5.      | Abbey D’Agostino     | Stany Zjednoczone            | 8:58,40 |       |
| 6.      | Stephanie Twell      | Wielka Brytania              | 9:00,38 |       |
| 7.      | Betsy Saina          | Kenia                        | 9:01,86 |       |
| 8.      | Betlhem Desalegn     | Zjednoczone Emiraty Arabskie | 9:03,30 |       |
| 9.      | Jessica O’Connell    | Kanada                       | 9:05,71 |       |
| 10.     | Nancy Chepkwemoi     | Kenia                        | 9:07,63 |       |
| 11.     | Swiatłana Kudzielicz | Białoruś                     | 9:17,45 |       |
| 12.     | Sheila Reid          | Kanada                       | 9:19,67 |       |
| 13.     | Josephine Moultrie   | Wielka Brytania              | 9:29,10 |       |
| –       | Renata Pliś          | Polska                       | DNS     |       |